# Rites of Passage (Brother Ali)
Rites of Passage è il primo album del rapper statunitense Brother Ali, pubblicato nel 2000.

## Tracce
1. Intro
2. Whatever
3. Think It Through
4. Nine Double Em
5. Eye Of The Storm
6. We Will Always B. (featuring Desdemona)
7. So Dearly
8. Voices In My Head
9. They're Finished
10. Tofuti (featuring Queen Aminah)
11. Ali Boombaye
12. You Never Know (featuring Madson)
13. Three Day Journey
14. The Session